# 真風涼帆
真風 涼帆（まかぜ すずほ、1986年7月18日 - ）は、日本の女優。元宝塚歌劇団宙組トップスター。
熊本県菊池郡、県立大津高等学校出身。身長175cm。血液型B型。愛称は「ゆりか」、「すずほ」。

## 来歴
2004年、宝塚音楽学校入学。
2006年、音楽学校卒業後、宝塚歌劇団に92期生として入団。入団時の成績は15番。宙組公演「NEVER SAY GOODBYE」で初舞台。その後、星組に配属。
下級生時代からノーブルな立ち姿で注目を集め、2009年、安蘭けい・遠野あすかトップコンビ退団公演となる「My dear New Orleans」で、新人公演初主演。その後も5度に渡って新人公演主演を務める。
2011年の「ランスロット」でバウホール公演初主演。
2013年の「日のあたる方へ」（ドラマシティ・日本青年館公演）で、東上公演初主演。
2015年5月11日付で宙組へと組替え。同年、朝夏まなと・実咲凜音トップコンビ大劇場お披露目となる「王家に捧ぐ歌」より、新生宙組の2番手となる。
2016年の「ヴァンパイア・サクセション」（ドラマシティ・KAAT神奈川芸術劇場公演）で、2度目の東上公演主演。
2017年11月20日付で宙組8代目トップスターに就任。相手役に星風まどかを迎え、翌年の「WEST SIDE STORY」（東京国際フォーラム公演）で、トップコンビお披露目。
2021年、星風の専科異動に伴い、潤花を2人目の相手役に迎え、「シャーロック・ホームズ／Délicieux!」で新トップコンビ大劇場お披露目。
2023年6月11日、「カジノ・ロワイヤル」東京公演千秋楽をもって、宝塚歌劇団を潤と同時退団。トップ在任期間は5年7ヶ月と、平成以降では和央ようか・柚希礼音に次ぐ3番目の記録となった。
退団後は舞台やコンサートを中心に活躍の幅を広げている。

## 人物
母がダンス教室をやっていたこともあり、小さい頃から踊ることが好きだった。6歳下の弟がおり、よく面倒をみていた。
小学校時代はピアノ、習字、そろばんを習っていた。
中学では友人の誘いで、卓球部に所属していた。
中学3年の時に地元で月組全国ツアー公演「大海賊／ジャズマニア」を観劇し、宝塚と出会う。会場に置いてあった音楽学校の願書を目にし、母の勧めもあり中学卒業時に受験するも、何の準備もせずに臨んだため、二次試験で不合格となる。受験後に、花組公演「琥珀色の雨にぬれて／Cocktail」を観劇し、「やっぱりここに入りたい」と強く思うようになり、高校入学後に声楽やバレエを習い始める。
高校2年の時、体育祭の創作ダンス発表にクラスで取り組み、学校の代表に選ばれ、熊本県の発表会に参加して入賞したことがある。
これが最後の受験と決めた3度目の受験で、音楽学校に無事合格した。
2024年9月27日、俳優の勝矢との結婚を発表した。

## 宝塚歌劇団時代の主な舞台

### 初舞台
- 2006年3 - 5月、宙組『NEVER SAY GOODBYE』（宝塚大劇場のみ）

### 星組時代
- 2006年8 - 11月、『愛するには短すぎる』 - ヘンリー『ネオ・ダンディズム!』
- 2007年1月、『ハロー!ダンシング』（バウホール）
- 2007年3 - 7月、『さくら』『シークレット・ハンター』
- 2007年9月、『KEAN』（日生劇場） - フランシスコ
- 2007年11 - 2008年2月、『エル・アルコン-鷹-』 - ローズ、新人公演：キャプテン・ブラック（本役：和涼華）『レビュー・オルキス-蘭の星-』
- 2008年4月、『ANNA KARENINA（アンナ・カレーニナ）』（バウホール） - セルプホフスコイ
- 2008年6 - 10月、『THE SCARLET PIMPERNEL（スカーレット ピンパーネル）』 - 新人公演：アルマン・サン・ジュスト（本役：和涼華）
- 2008年11月、『ブエノスアイレスの風』（日本青年館・バウホール） - マルセーロ
- 2009年2 - 4月、『My dear New Orleans（マイ ディア ニュー オリンズ）』 - ジョー・コールマン、新人公演：ジョイ・ビー（本役：安蘭けい）『ア ビヤント』 新人公演初主演[6][7]
- 2009年6 - 9月、『太王四神記 Ver.II』 - チョロ、新人公演：タムドク（本役：柚希礼音） 新人公演主演[6]
- 2009年10 - 11月、『コインブラ物語』（ドラマシティ・日本青年館） - ロドリゲス
- 2010年1 - 3月、『ハプスブルクの宝剣』 - カール・アレクサンダー・フォン・ロートリンゲン、新人公演：フランツ・シュテファン（本役：凰稀かなめ）『BOLERO』
- 2010年4 - 5月、『激情』 - レメンダート『BOLERO』（全国ツアー）
- 2010年7 - 8月、『ロミオとジュリエット』（梅田芸術劇場・博多座） - 死
- 2010年10 - 12月、『宝塚花の踊り絵巻』『愛と青春の旅だち』 - エディー、新人公演：フォーリー軍曹（本役：凰稀かなめ）
- 2011年1 - 2月、『メイちゃんの執事』（バウホール・日本青年館） - 忍
- 2011年4 - 5月、『ノバ・ボサ・ノバ』 - メール夫人[注釈 1]／マール[注釈 1]／オーロ[注釈 1]、新人公演：メール夫人『めぐり会いは再び』 - エルモクラート・オズウェル・マーキス（宝塚大劇場）
- 2011年6 - 7月、『ノバ・ボサ・ノバ』 - マール[注釈 1]／オーロ[注釈 1]／メール夫人[注釈 1]、新人公演：ドアボーイ（本役：麻央侑希）『めぐり会いは再び』 - エルモクラート・オズウェル・マーキス（東京宝塚劇場）
- 2011年8 - 9月、『ランスロット』（バウホール） - ランスロット バウ初主演[9][7]
- 2011年11 - 2012年2月、『オーシャンズ11』 - ライナス・コールドウェル、新人公演：ダニー・オーシャン（本役：柚希礼音） 新人公演主演[17][13][8]
- 2012年3 - 4月、柚希礼音スペシャル・ライブ『REON!!』（ドラマシティ・日本青年館）
- 2012年5 - 8月、『ダンサ セレナータ』 - ルイス、新人公演：イサアク・バルトロウ（本役：柚希礼音）『Celebrity』 新人公演主演[17][13][8]
- 2012年9月、『ジャン・ルイ・ファージョン-王妃の調香師-』（バウホール・日本青年館） - ハンス・アクセル・フォン・フェルゼン伯爵
- 2012年11 - 2013年2月、『宝塚ジャポニズム〜序破急〜』『めぐり会いは再び 2nd〜Star Bride〜』 - エルモクラート・オズウェル・マーキス『Étoile de TAKARAZUKA（エトワール ド タカラヅカ）』 - エトワールオムA／アルデバラン／ヴァルゴオムS3／エトワールギャルソンA、新人公演：ムッシュエトワール／スペシャルエトワール／ヴァルゴオムS1／アドレオム（本役：柚希礼音） 新人公演主演[13][8]
- 2013年3 - 4月、『南太平洋』（ドラマシティ・日本青年館） - ジョセフ・ケーブル
- 2013年5 - 8月、『ロミオとジュリエット』 - 死[注釈 2]／ティボルト[注釈 3]
- 2013年10月、『日のあたる方（ほう）へ』（ドラマシティ・日本青年館） - ジキル／イデー 東上初主演[10][7]
- 2014年1 - 3月、『眠らない男・ナポレオン-愛と栄光の涯（はて）に-』 - ミュラ
- 2014年5 - 6月、『太陽王〜ル・ロワ・ソレイユ〜』（東急シアターオーブ） - ボーフォール
- 2014年7 - 10月、『The Lost Glory -美しき幻影-』 - カーティス・ダンフォード『パッショネイト宝塚!』
- 2014年11月、柚希礼音スーパー・リサイタル『REON in BUDOKAN〜LEGEND〜』（日本武道館）
- 2015年2 - 5月、『黒豹（くろひょう）の如（ごと）く』 - ラファエル・デ・ビスタシオ『Dear DIAMOND!!』

### 宙組時代
- 2015年6 - 8月、『王家に捧ぐ歌』 - ウバルド[7]
- 2015年10 - 11月、『メランコリック・ジゴロ』 - スタン『シトラスの風III』（全国ツアー）
- 2016年1 - 3月、『Shakespeare〜空に満つるは、尽きせぬ言の葉〜』 - ジョージ・ケアリー『HOT EYES!!』
- 2016年5月、『ヴァンパイア・サクセション』（ドラマシティ・KAAT神奈川芸術劇場） - シドニー・アルカード 東上主演[7][12]
- 2016年7 - 10月、『エリザベート-愛と死の輪舞（ロンド）-』 - フランツ・ヨーゼフ[13]
- 2016年11 - 12月、『バレンシアの熱い花』 - ラモン・カルドス『HOT EYES!!』（全国ツアー）
- 2017年2 - 4月、『王妃の館-Château de la Reine-』 - ルイ14世『VIVA! FESTA!』
- 2017年8 - 11月、『神々の土地』 - フェリックス・ユスポフ『クラシカル ビジュー』

### 宙組トップスター時代
- 2018年1月、『WEST SIDE STORY』（東京国際フォーラム） - トニー トップお披露目公演[13]
- 2018年3 - 6月、『天（そら）は赤い河のほとり』 - カイル・ムルシリ『シトラスの風-Sunrise-』 大劇場トップお披露目公演[8][13]
- 2018年7 - 8月、『WEST SIDE STORY』（梅田芸術劇場） - トニー
- 2018年10 - 12月、『白鷺（しらさぎ）の城（しろ）』 - 幸徳井友景／安倍泰成／吉備真備／栗林義長／祭禮の男『異人たちのルネサンス』 - レオナルド・ダ・ヴィンチ[13]
- 2019年2月、『黒い瞳』 - ニコライ・アンドレーイチ・グリニョフ『VIVA! FESTA! in HAKATA』（博多座）[12]
- 2019年4 - 7月、『オーシャンズ11』 - ダニー・オーシャン[8][12]
- 2019年8 - 9月、『追憶のバルセロナ』 - フランシスコ・アウストリア『NICE GUY!!』（全国ツアー）
- 2019年11 - 2020年2月、『El Japón（エル ハポン）-イスパニアのサムライ-』 - 蒲田治道『アクアヴィーテ（aquavitae）!!』[12]
- 2020年8 - 9月、『FLYING SAPA-フライング サパ-』（梅田芸術劇場・日生劇場） - オバク[18]
- 2020年11 - 2021年2月、『アナスタシア』 - ディミトリ[18]
- 2021年4月、『Hotel Svizra House ホテル スヴィッツラ ハウス』（東京建物 Brillia HALL） - ロベルト・フォン・アムスベルク[19]
- 2021年6 - 9月、『シャーロック・ホームズ-The Game Is Afoot!-』 - シャーロック・ホームズ『Délicieux（デリシュー）!-甘美なる巴里-』[5]
- 2021年11 - 12月、『バロンの末裔』 - エドワード／ローレンス『アクアヴィーテ（aquavitae）!!』（全国ツアー）[20]
- 2022年2 - 5月、『NEVER SAY GOODBYE』 - ジョルジュ・マルロー[21]
- 2022年6月、『FLY WITH ME（フライ ウィズ ミー）』（東京ガーデンシアター）[3]
- 2022年8 - 11月、『HiGH&LOW-THE PREQUEL-』 - コブラ『Capricciosa（カプリチョーザ）!!』[3]
- 2023年1月、『MAKAZE IZM』（東京国際フォーラム）[3]
- 2023年3 - 6月、『カジノ・ロワイヤル〜我が名はボンド〜』 - ジェームズ・ボンド 退団公演[3][14]

### 出演イベント
- 2007年1月、『清く正しく美しく』
- 2009年11月、第50回記念『宝塚舞踊会』
- 2009年12月、タカラヅカスペシャル2009『WAY TO GLORY』
- 2011年4月、『ノバ・ボサ・ノバ』前夜祭
- 2011年12月、タカラヅカスペシャル2011『明日に架ける夢』
- 2012年12月、タカラヅカスペシャル2012『ザ・スターズ!〜プレ・プレ・センテニアル〜』
- 2014年4月、宝塚歌劇100周年 夢の祭典『時を奏でるスミレの花たち』
- 2014年12月、タカラヅカスペシャル2014『Thank you for 100 years』
- 2015年3月、柚希礼音ディナーショー『The REON!!』[22]
- 2015年5月、『王家に捧ぐ歌』前夜祭
- 2015年12月、タカラヅカスペシャル2015『New Century，Next Dream』
- 2016年12月、タカラヅカスペシャル2016『Music Succession to Next』
- 2017年6 - 7月、『宝塚巴里祭2017』 主演[23]
- 2017年12月、タカラヅカスペシャル2017『ジュテーム・レビュー-モン・パリ誕生90周年-』[24]
- 2018年2月、『宙組誕生20周年記念イベント』[25]
- 2019年10月、第55回『宝塚舞踊会〜祝舞御代煌（いわいまうみよのきらめき）〜』[26]
- 2019年12月、タカラヅカスペシャル2019『Beautiful Harmony』

## 宝塚歌劇団退団後の主な活動

### 舞台
- 2023年11 - 2024年2月、『LUPIN〜カリオストロ伯爵夫人の秘密〜』（帝国劇場・御園座・梅田芸術劇場・博多座・ホクト文化ホール） - カリオストロ伯爵夫人[注釈 4][27]

### コンサート
- 2024年4月、『unknown』（東京国際フォーラム・梅田芸術劇場）[28]

## 広告・CM
- 2011年、アシックス『BC WALKER』[29]
- 2019 - 2023年、『岩谷産業』[12][18]

## 受賞歴
- 2011年、『宝塚歌劇団年度賞』 - 2010年度新人賞[30]
- 2011年、『阪急すみれ会パンジー賞』 - 新人賞[31]
- 2014年、『宝塚歌劇団年度賞』 - 2013年度努力賞[32]
- 2016年、『宝塚歌劇団年度賞』 - 2015年度努力賞[33]
- 2019年、『阪急すみれ会パンジー賞』 - 男役賞[34]
- 2021年、『宝塚歌劇団年度賞』 - 2020年度優秀賞[35]